# Boulton e Park

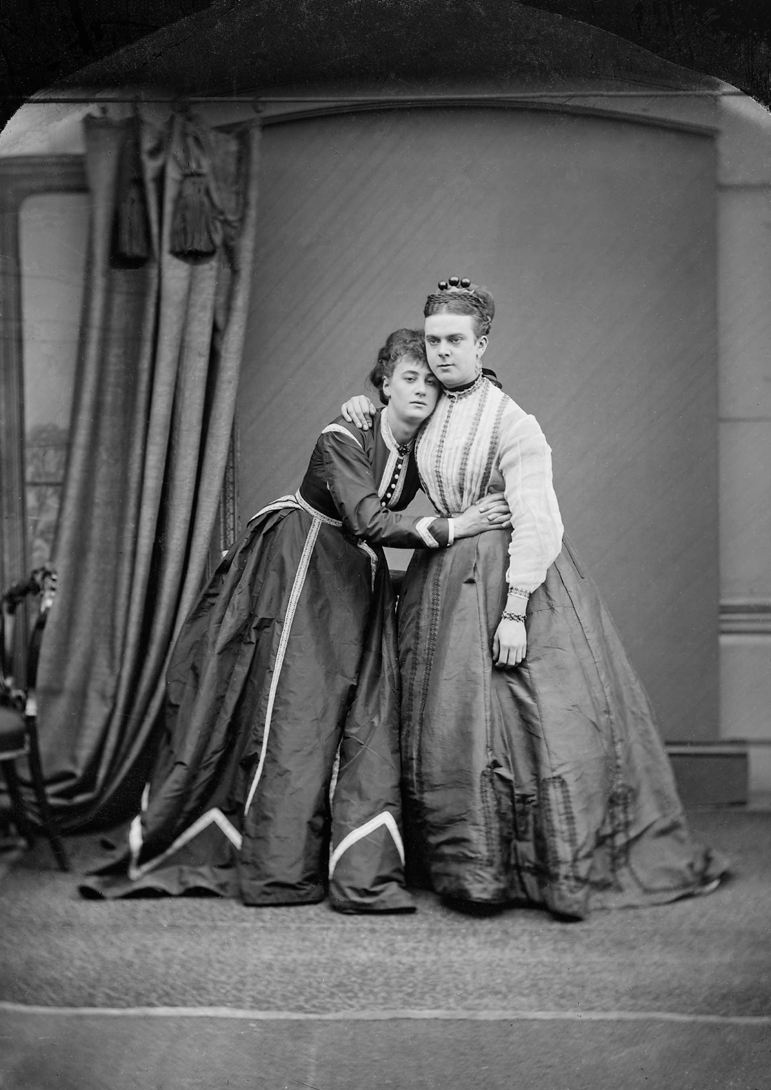
Frederick Park (à direita) e Ernest Boulton como Fanny e Stella, 1869

Thomas Ernest Boulton e Frederick William Park foram travestis vitorianos. Ambos eram homens homossexuais de famílias de classe média alta, ambos gostavam de usar roupas femininas e ambos gostavam de participar de apresentações teatrais - interpretando papéis femininos quando o faziam. É possível que tenham feito prostituição, embora haja alguma controvérsia sobre isso. No final da década de 1860, eles foram acompanhados em uma turnê teatral por Arthur Clinton, o membro do Parlamento do Partido Liberal por Newark. Também homossexual, ele e Boulton começaram um relacionamento; Boulton se autodenominava esposa de Clinton e imprimia cartões mostrando seu nome como Lady Arthur Clinton.
Boulton e Park foram indiscretos quando se travestiram em público e chamaram a atenção da polícia. Eles estiveram sob vigilância policial por um ano antes de serem presos em 1870, enquanto travestidos, após deixarem um teatro de Londres. Quando compareceram ao Tribunal de Magistrados de Bow Street na manhã seguinte à prisão, ainda estavam vestidos com os vestidos femininos da noite anterior; uma multidão de várias centenas de pessoas estava lá para vê-los. Os dois homens foram submetidos a um exame físico intrusivo por um cirurgião da polícia e mantidos em prisão preventiva por dois meses. Eles foram acusados de conspiração para cometer sodomia, um crime que acarretava pena máxima de prisão perpétua com trabalhos forçados. Pouco antes do início do caso, Clinton morreu, possivelmente de escarlatina ou suicídio; também é possível que sua morte tenha sido forjada e ele tenha fugido para o exterior. O caso foi levado ao Court of the Queen's Bench no ano seguinte, Boulton e Park com três outros homens. Todos os cinco foram considerados inocentes depois que a promotoria não conseguiu provar que eles praticaram sexo anal. O juiz, Sir Alexander Cockburn, criticou fortemente a investigação policial e o tratamento dado aos homens pelo cirurgião da polícia. Boulton e Park admitiram ter aparecido em público vestidos de mulher, o que era "uma ofensa à moral pública e à decência comum".  Eles foram presos por dois anos.
O caso foi noticiado em todos os principais jornais, muitas vezes em termos chocantes. Vários panfletos baratos foram publicados com foco no aspecto sensacional do caso. Os eventos em torno de Boulton e Park são vistos como momentos-chave na história gay do Reino Unido. A prisão e o julgamento foram interpretados de maneira diferente ao longo do tempo, desde o inocente sentimentalismo vitoriano até a deliberada ignorância da sexualidade dos homens pelos tribunais para garantir que eles não fossem condenados. Exames recentes foram da perspectiva da história transgênero. O caso foi um fator que levou à introdução da Emenda Labouchere de 1885, que tornou os atos homossexuais masculinos puníveis com até dois anos de trabalhos forçados. Boulton e Park continuaram se apresentando no palco após o julgamento e trabalharam por um tempo nos Estados Unidos. Park morreu em 1881, provavelmente de sífilis; Boulton morreu em 1904 de um tumor cerebral.

## Contexto
Na última parte do século XIX, os atos homossexuais masculinos eram ilegais de acordo com a lei inglesa e puníveis com prisão de acordo com a seção 61 da Lei de Crimes Contra a Pessoa de 1861. A lei aboliu a pena de morte por sodomia que fazia parte da Lei de Sodomia de Henrique VIII de 1533.  De acordo com a lei de 1861, a sodomia no Reino Unido acarretava uma sentença de prisão perpétua com trabalhos forçados.  No entanto, casos envolvendo atividade homossexual raramente eram levados a julgamento, e aqueles que o eram tinham uma taxa de condenação menor do que outros crimes - havia uma taxa de condenação de 28% por sodomia contra uma taxa de 77% para todos os outros crimes. O sociólogo Ari Adut observa que a maioria dos suspeitos foram pegos fazendo sexo em público ou foram alvo de um processo por motivos políticos.  Muitos suspeitos foram autorizados a deixar o país antes do julgamento. 
O conceito de homossexualidade, embora conhecido, não era compreendido pelas autoridades na década de 1870. O historiador e sociólogo Jeffrey Weeks considera que a ideia de homossexualidade era "extremamente subdesenvolvida tanto na Polícia Metropolitana quanto nos altos círculos médicos e jurídicos, sugerindo a ausência de qualquer noção clara de uma categoria homossexual ou de qualquer consciência social do que uma identidade homossexual pode consistir".  Tal ignorância pela profissão médica foi vista como prova de que a atividade homossexual não era praticada na Grã-Bretanha, em contraste com o conhecimento adquirido pelos médicos franceses e alemães.  Para trabalhos médico-jurisprudentes britânicos, como o trabalho de Alfred Swaine Taylor de 1846, A Manual of Medical Jurisprudence, o ato de sodomia estava ligado à bestialidade e descrito como "a conexão não natural de um homem com um homem ou com um animal. As provas necessárias para estabelecê-lo são as mesmas do estupro e, portanto, a penetração por si só é suficiente para constituí-lo”. 

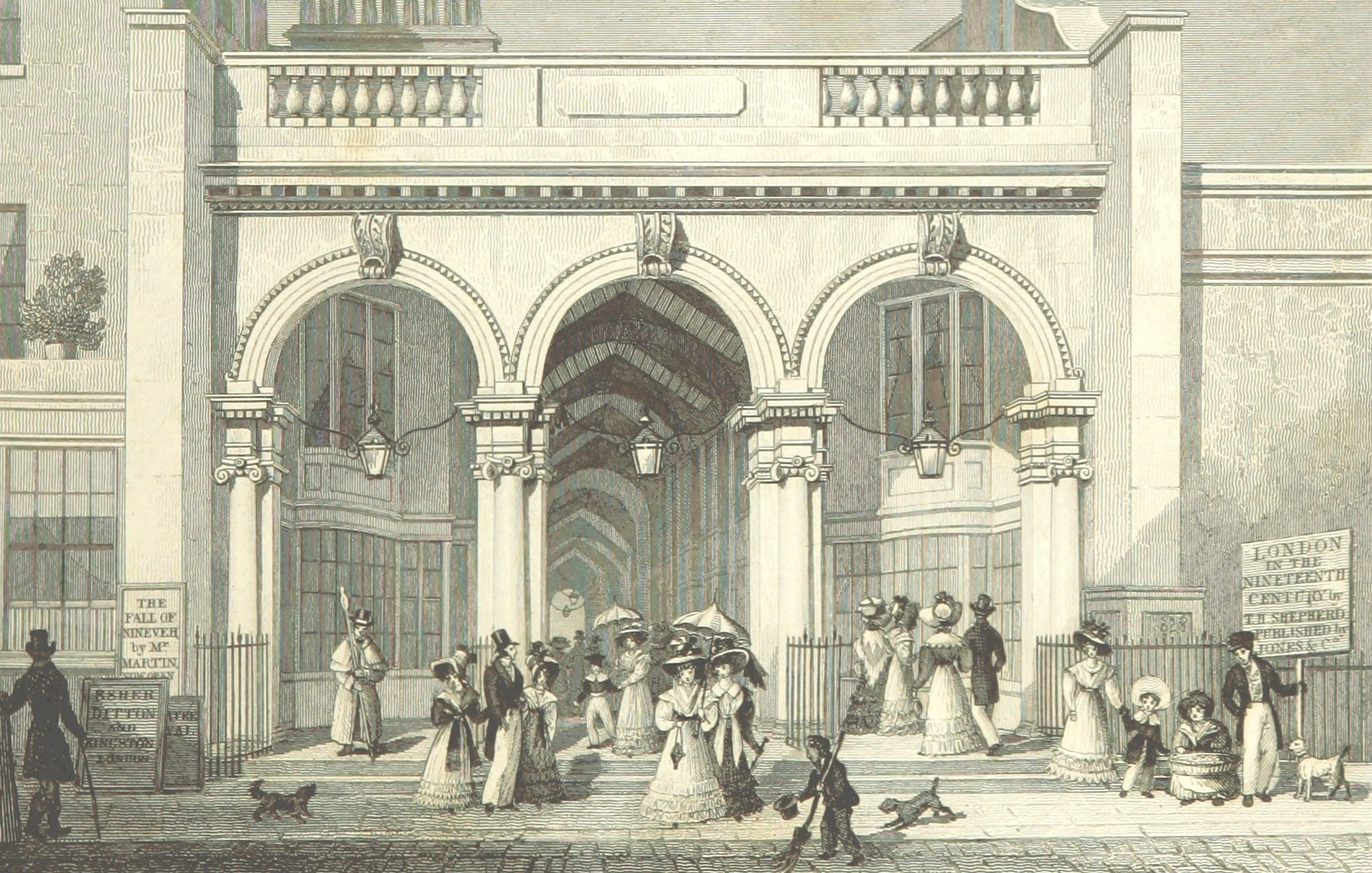
Burlington Arcade, Londres, que era conhecido pela prostituição masculina e feminina na década de 1870

Embora as autoridades ignorassem a extensão da homossexualidade na Grã-Bretanha, algumas partes do West End de Londres - incluindo o Burlington Arcade, perto de Piccadilly - foram associadas à homossexualidade e à prostituição masculina. Segundo o historiador Matt Cook, isso "confirmou [ed] a associação do comportamento homossexual com moda, efeminação e transação monetária".  Esta crescente cultura homossexual foi alinhada com efeminação e travestismo, de acordo com o estudioso literário Joseph Bristow, em seu trabalho "Remapping the Sites of Modern Gay History".  A opinião pública - e a opinião das autoridades - nunca foi contra os homens envolvidos em escândalos homossexuais, de acordo com Adut. Como exemplos cita os associados ao escândalo da Cleveland Street de 1889, que permaneceram em cargos na sociedade, exceto um, que deixou o país; da mesma forma, quando Boulton e Park foram inocentados das principais acusações contra eles, eles continuaram atuando na Grã-Bretanha e no exterior. 
Travestir-se não era ilegal na década de 1870; foi associado ao teatro, particularmente à pantomima; não havia associação nas mentes do público em geral entre cross-dressing e homossexualidade.  Quando as prisões foram feitas por travestismo, foi sob a acusação de ocasionar uma violação da paz.  Houve casos de travestismo ouvidos nos tribunais na segunda metade do século 19: em 1858, dois homens, um de 60 anos e outro de 35, foram presos em uma sala de dança sem licença. A mulher de 60 anos estava vestida como uma pastora de Dresden, a de 35 anos em trajes femininos modernos; eles foram presos por terem agido "com o propósito de incitar outros a cometer um crime antinatural".  No mesmo ano, uma senhoria denunciou seu inquilino por se comportar de maneira indecente na janela da sala enquanto vestia roupas femininas. 

## Biografia

### Thomas Ernest Boulton
Thomas Ernest Boulton - comumente conhecido como Ernest - nasceu em 18 de dezembro de 1847 em Kings Road, Tottenham, Middlesex (atual Londres); ele era o mais velho de dois meninos que sobreviveram à infância. Seus pais eram Thomas Alfred Boulton, um comerciante de vinhos, e sua esposa, Mary Ann (née Levick).  Os Boulton tiveram três outros filhos que morreram de tuberculose na infância; Ernest era um bebê doente que seus pais achavam que também tinha a doença. Durante a infância, ele também desenvolveu uma fístula no reto que precisou de cirurgia.   
Neil McKenna, que escreveu uma biografia de Boulton e Park, descreveu Boulton como "bonito com seus olhos azul-violeta, grandes como pires em seu rosto pálido e seu cabelo escuro caindo em cachos de bebê";  McKenna observa que, quando criança, Boulton era frequentemente confundido com uma menina.  A partir dos seis anos, Boulton começou a se vestir e agir como uma menina, muitas vezes como uma copeira. Certa vez, ele se vestiu e serviu sua avó desconhecida na mesa de jantar. Quando ele saiu da sala, ela comentou com a mãe de Boulton "Eu me pergunto, tendo filhos, que você tenha uma garota tão irreverente sobre você". 
À medida que Boulton crescia, ele continuou a se travestir, uma prática sobre a qual seus pais eram indulgentes.  Quando ele tinha cerca de dezoito anos, seu pai discutiu uma carreira em potencial nas profissões, mas Boulton disse que queria trabalhar no teatro. Seu pai conseguiu o que queria e, em 1866, Boulton começou a trabalhar como balconista na filial de Islington do London and County Bank. Ele não gostava do trabalho e sua presença costumava ser esporádica; ele renunciou ao cargo logo depois que seus empregadores escreveram ao pai de Boulton para questionar se seu filho era adequado para o banco.  Boulton era homossexual  e era conhecido por seus amigos como Stella,  embora às vezes também por Miss Ernestine Edwards.  Em 1867, ele foi preso com seu amigo Martin Cumming em Haymarket - um conhecido local de prostituição - quando eles usavam vestidos e solicitavam homens para sexo; nenhuma acusação foi feita. Ele foi preso novamente algumas semanas depois pelo mesmo crime, desta vez com um homem chamado Campbell, um travesti prostituto que usava o apelido de Lady Jane Grey. Os dois compareceram ao Tribunal de Magistrados da Rua Marlborough, onde foram multados. 

### Frederick William Park
Frederick William Park era o terceiro filho e décimo segundo filho de Alexander Atherton Park, o Mestre do Tribunal de Apelações Comuns - um dos tribunais superiores de Westminster - e sua esposa, Mary.  Ele foi batizado em 5 de janeiro de 1847 na Igreja de St Mary, Wimbledon.  A mãe de Park morreu antes de seu terceiro aniversário. Ele cresceu na casa da família em Wimpole Street, no centro de Londres, onde foi educado em casa por suas irmãs e uma governanta.
O irmão mais velho de Park, Atherton, foi morto enquanto servia na 24ª Infantaria Nativa de Bombaim em Jhansi, Índia, quando Park ainda era jovem.  Seu outro irmão, Harry, foi preso por volta dos 16 anos - quando Park tinha 11 ou 12 anos - por atividade homossexual. O namorado italiano de Harry tentou chantageá-lo por causa do caso e, quando Harry se recusou a pagar, denunciou-o à polícia. Ele negou veementemente as acusações em um tribunal de magistrados e o caso foi arquivado. Harry foi aberto com seu irmão mais novo sobre sua homossexualidade e, sugere McKenna, provavelmente adivinhou que Park também era gay. Harry chamou seu irmão de "Fan" ou "Fanny" desde muito jovem. Em 1º de abril de 1862, dois ou três anos após o comparecimento ao tribunal, Harry foi preso por agressão indecente a um policial em Weymouth Mews (perto da Weymouth Street). Novamente no tribunal, foi fixada uma fiança de £600.   Harry foi condenado a um ano de trabalhos forçados, e então foi enviado para a Escócia por seu pai para evitar mais escândalos.  
O pai de Park decidiu que a melhor profissão para Frederick estava dentro da lei e providenciou para que ele fosse articulado com um advogado em Chelmsford, Essex.  Ele era um travesti regular e usava vários nomes quando em trajes femininos, incluindo Fanny Winifred Park,  Mrs Mable [sic]  Foster, Sra. Jane,  Mabel Foley  e Fanny Graham. 

## Fanny e Stella

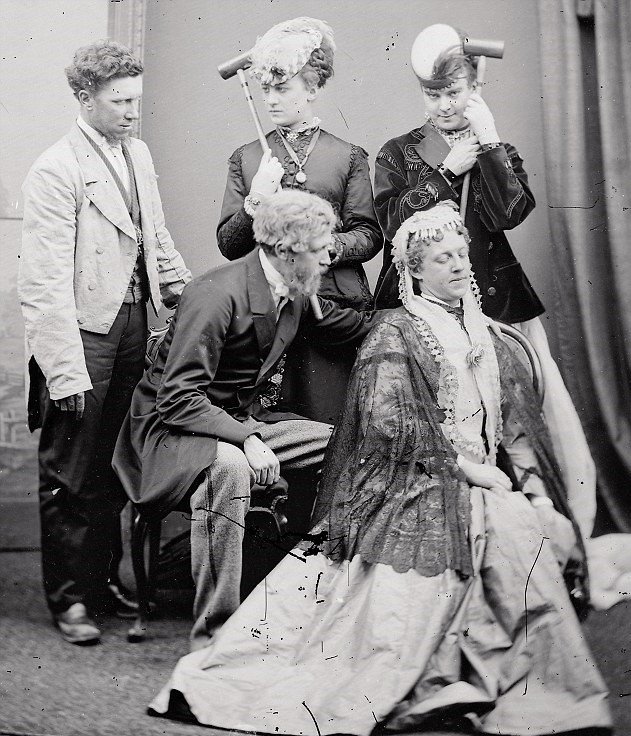
Stella e Fanny (atrás à direita, segurando marretas), vestidas a caráter para os entretenimentos da sala de estar, elas visitaram pequenas casas de campo e salas de reuniões de cidades do mercado

Não há registro de quando Boulton e Park se conheceram, mas os dois se tornaram amigos íntimos, com um amor comum pelo palco e pelo travesti. Eles saíam em público vestidos com qualquer um - e às vezes ambos - trajes masculinos e femininos. De acordo com McKenna, é provável que ambos agissem como prostitutos às vezes,  embora Richard Davenport-Hines, escrevendo para o Dictionary of National Biography diga "eles não eram prostitutos, mas às vezes pediam dinheiro a seus admiradores". 
Quando os dois apareceram em público vestindo trajes femininos, muitos dos que os viram acreditaram que eram mulheres.  Arrastadas, elas assistiram à corrida de barcos de Oxford e Cambridge em 1869, fizeram compras no West End de Londres, comeram em restaurantes e foram ao teatro e aos music halls.    De acordo com o historiador do teatro Laurence Senelick, Boulton e Park "sem graça e afetação que tinham... [eles] expulsos do Alhambra Music Hall quando em roupas femininas, e fora do Burlington Arcade quando em roupas masculinas" eram populares quando estavam envolvidos em seus teatros.  Quando saíam em trajes masculinos, Boulton e Park usavam calças justas e camisas abertas no colarinho, usando maquiagem; isso era, segundo Senelick, "mais perturbador e ofensivo para  transeuntes do que sua drag". outros itens, bem como uma base de onde saíram, os dois alugaram um pequeno apartamento na 13 Wakefield Street, perto da Regent Square. 
No final da década de 1860, Boulton e Park faziam parte de uma trupe de teatro que viajou pela Grã-Bretanha, apresentando peças teatrais particulares. Além de casas particulares, eles se apresentaram no palco do Egyptian Hall, Chelmsford; Brentwood e Southend, Essex; e os Spa Rooms em Scarborough, North Yorkshire.  Eles sempre assumiram os papéis femininos e se vestiram de acordo; nos programas de teatro, seus nomes eram listados como Boulton e Park, e o público sabia que os papéis eram interpretados por dois homens.     Em 1868, eles foram acompanhados em uma turnê por Lord Arthur Clinton, o membro do Parlamento do Partido Liberal por Newark, que atuou em papéis masculinos no entretenimento. Eles interpretaram marido e mulher no palco e se beijaram no palco; não levantou reclamações de nenhum dos públicos ou da imprensa local. 
Clinton mantinha um relacionamento com Boulton há cerca de um ano; embora não haja evidências de que o relacionamento deles fosse sexual, é considerado muito provável, de acordo com vários historiadores, incluindo Charles Upchurch,  Sean Brady  e McKenna.  Boulton chamava a si mesmo de esposa de Clinton, e tinha cartões impressos mostrando seu nome como Lady Arthur Clinton. 
Boulton e Park foram tão flagrantes em seu comportamento que chamaram a atenção da polícia, e a dupla esteve sob vigilância por mais de um ano antes de sua prisão.  

## Prisão e investigação

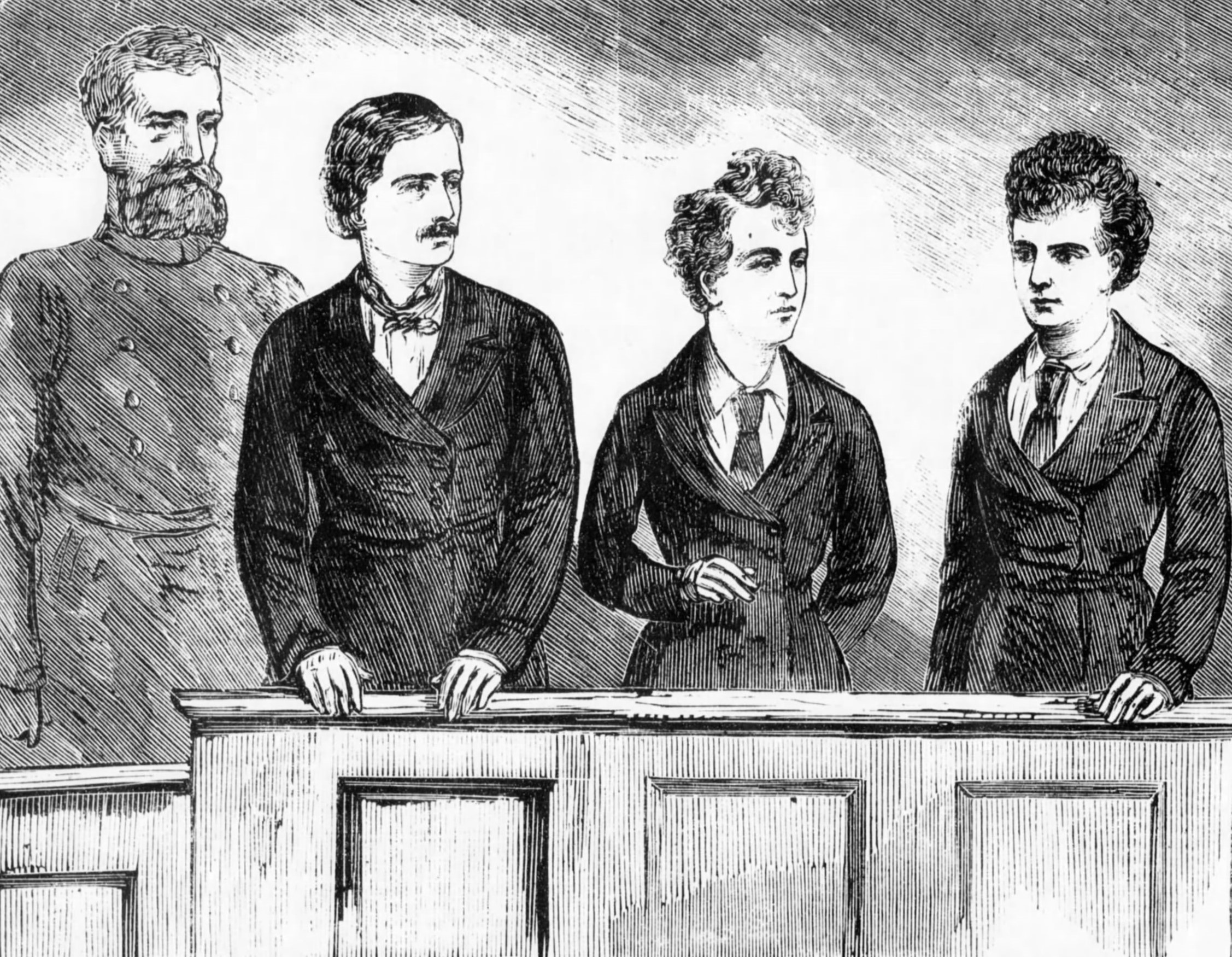
Mundell, Boulton e Park no tribunal de magistrados

Na noite de 28 de abril de 1870, Boulton e Park - ambos travestidos - foram ao Strand Theatre, onde haviam reservado um camarote; eles estavam acompanhados por dois amigos, Hugh Mundell e Cecil Thomas, ambos vestindo trajes masculinos. Quando o grupo saiu do teatro e pediu um táxi, Boulton e Park foram presos; Thomas fugiu e Mundell acompanhou a dupla até a delegacia de Bow Street.   Como a polícia não tinha certeza se Boulton e Park eram homens ou mulheres - apesar de ambos afirmarem que eram homens vestidos de mulher para uma "cotovia" - eles foram obrigados a se despir, e o fizeram, na frente de vários policiais. . Os dois homens foram mantidos em Bow Street durante a noite e foram acompanhados por Mundell, que havia sido preso na delegacia por se recusar a fornecer seu nome e endereço. 
Na manhã seguinte, Boulton e Park foram levados para o Tribunal de Magistrados de Bow Street; ainda usavam os vestidos da noite anterior. Uma multidão de várias centenas de pessoas se reuniu para ver os dois entrarem no tribunal. McKenna observa que a prisão deles chegou tarde demais para aparecer nos jornais matutinos e não se sabe como a notícia se espalhou tanto em tão pouco tempo. A sala do tribunal também estava cheia de espectadores.  Os dois homens foram acusados de:
- fizeram uns com os outros cometeram criminosamente o crime abominável de sodomia,

- além disso, eles conspiraram ilegalmente juntos, e com diversas outras pessoas, criminosamente, para cometer os referidos crimes, além disso, eles conspiraram ilegalmente juntos, e com diversas outras pessoas para induzir e incitar outras pessoas criminosamente com eles a cometer o referido crime

- e além disso, sendo eles homens, conspiraram ilegalmente juntos e com diversos outros, para se disfarçarem de mulheres e frequentarem lugares públicos, assim disfarçados, e assim ultrajar aberta e escandalosamente a decência pública e corromper a moral pública. [53]

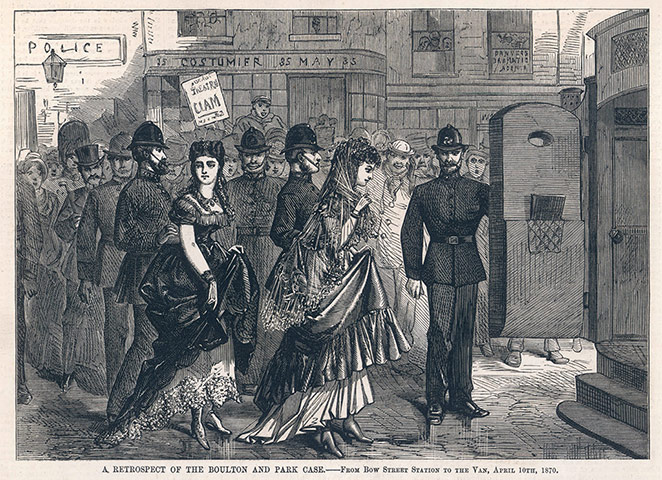
Boulton e Park saindo do Tribunal de Magistrados de Bow Street

O tribunal ouviu quatro policiais, um dos quais visitou o apartamento da Wakefield Street naquela manhã e mostrou ao magistrado uma série de fotos de Boulton e Park em trajes masculinos e femininos. Ele disse ao tribunal que havia conduzido vigilância em Boulton e Park no ano anterior. Outro policial afirmou que esteve de serviço de vigilância no apartamento da Wakefield Street na última quinzena e viu as idas e vindas dos dois homens tarde da noite. O magistrado manteve Boulton e Park sob custódia por sete dias;  eles foram mantidos na prisão de Coldbath Fields. 
Eles deixaram o tribunal e voltaram para as celas da polícia vizinha, onde foram examinados fisicamente sem consentimento por James Paul, o médico que trabalhava com a divisão de Bow Street da Polícia Metropolitana.  Paulo inspecionou os ânus de ambos os homens. Em Boulton, ele relatou "O ânus estava dilatado e mais dilatável, e os músculos ao redor do ânus se abriram facilmente"; sobre Park ele disse "O ânus estava muito dilatado,... e dilatável em grande medida. O reto era grande e havia alguma descoloração ao redor da borda do ânus, provavelmente causada  feridas". homens que cometeram crimes não naturais".   Ele também observou que Boulton e Park tinham pênis grandes e Boulton também tinha um escroto "de comprimento excessivo"; ele disse que isso era resultado de sua sodomia.   Para contrariar as evidências, a defesa conseguiu que seis médicos, incluindo Frederick Le Gros Clark — o examinador da Universidade de Londres — e o médico de Coldbath Fields — examinassem fisicamente Boulton e Park. Todos concluíram que não havia evidência de atividade sodomita e que não havia nada de anormal no tamanho dos pênis de nenhum dos homens. O único ponto fora do comum foi a cicatriz da cirurgia de Boulton, na retirada da fístula.  
Quando Boulton e Park compareceram ao tribunal de Bow Street para reexame na semana seguinte, uma multidão de cerca de mil pessoas se reuniu do lado de fora do tribunal para vê-los chegar, e o tribunal estava lotado.  Alguns da multidão ficaram desapontados ao vê-los vestidos com trajes masculinos.  Quando examinado, Mundell afirmou que "acreditava que Boulton era uma mulher" e fez avanços amorosos com ela de acordo.  Uma lista de itens apreendidos do apartamento da Wakefield Street foi lida: incluía vários itens de roupas femininas, sapatos e botas femininas, perucas, apliques de cabelo, equipamentos de cabeleireiro, maquiagem e enchimento - o último dos quais foi usado para enchimento.  A fiança foi recusada e Boulton e Park foram novamente colocados em prisão preventiva; eles foram informados de que haveria mais comparecimentos no tribunal para exame. 
Boulton e Park compareceram para exame no tribunal de magistrados sete vezes até 28 de maio,   e detalhes das evidências reunidas pela polícia foram incluídos nas audiências.   A investigação policial, sob o controle do superintendente James Thompson, continuou enquanto Boulton e Park estavam sob prisão preventiva e suas conclusões foram levantadas no tribunal de magistrados. As testemunhas que se apresentaram à polícia incluíram John Reeve - um gerente do Alhambra Theatre of Variety - e George Smith, o bedel do Burlington Arcade; os dois homens relataram que expulsaram Boulton e Park de suas respectivas instalações em várias ocasiões.  Thompson viajou para Edimburgo e entrevistou a senhoria de Louis Hurt, um agrimensor dos Correios e amigo com quem Boulton havia ficado. Thompson tentou fazer com que a senhoria concordasse com a premissa de que Boulton e Hurt compartilhavam a cama regularmente; ela disse ao detetive que Boulton dormia em um quarto diferente. Thompson removeu as fotos de Boulton e a correspondência entre os dois homens. Seguindo o rastro da correspondência, a polícia também entrevistou John Safford Fiske, o cônsul americano em Leith, e novamente removeu fotografias e correspondências. 
Boulton e Park foram libertados da prisão preventiva em 11 de julho de 1870, tendo sido detidos por mais de dois meses.  A investigação policial continuou e, além de Boulton e Park, foram feitas acusações contra Clinton, Hurt, Fiske e três outros que foram considerados conectados: William Somerville, Martin Cumming e CF Thomas.  Somerville acompanhou Boulton e Park a um baile; eles estavam travestidos, ele estava em roupas masculinas. Ele também havia escrito cartas para Boulton que a polícia havia encontrado; eles eram a base da acusação contra ele.  Thomas era um homem rico e independente que foi levado para encontrar os outros em sua própria carruagem. Ele e Cumming se juntariam aos outros em público em roupas femininas.  Somerville, Cumming e Thomas fugiram antes do julgamento.   As acusações contra Mundell foram retiradas e ele foi listado como testemunha de acusação. 
Em 18 de junho de 1870, foi relatado que Clinton havia morrido de escarlatina. Ele negou no leito de morte as acusações de sodomia e ditou uma nota a seu advogado: "Nada pode ser colocado sob minha responsabilidade, exceto a tola continuação da representação de personagens teatrais que surgiu de uma simples brincadeira em que me permiti tornar-me um ator."  Ele foi enterrado em 23 de junho em Christchurch, Hampshire.  Dadas as circunstâncias em que Clinton se encontrava, é possível que ele tenha se matado, embora McKenna considere provável que não houve suicídio, mas que ele viveu no exterior, possivelmente em Paris, Sydney ou Nova York. 
Inicialmente, pensou-se que o caso contra os homens seria ouvido em Old Bailey, mas em 4 de julho o advogado de Boulton solicitou que o caso fosse transferido para o Court of King's Bench para ser ouvido por Sir Alexander Cockburn. A historiadora jurídica Judith Rowbotham considera que este foi "o primeiro indício de que a acusação estava desmoronando".   Davenport-Hines considera que o fracasso ocorreu porque a polícia "falhou em persuadir as partes a denunciar uma à outra ou a reunir testemunhas convincentes". 

## Julgamento
O julgamento ocorreu entre 9 e 15 de maio de 1871 perante um júri especial.    A acusação foi liderada por Sir Robert Collier e Sir John Coleridge, os procuradores-gerais e a equipe incluiu Hardinge Giffard - que mais tarde foi o Lord Chancellor - e Henry James, que mais tarde ocupou os cargos de procurador-geral e procurador-geral.  Os réus foram representados por Sir George Lewis.  Tanto Boulton quanto Park se vestiram com roupas masculinas para o julgamento e ambos tiveram barba desde a prisão; Davenport-Hines considera que isso provavelmente foi dirigido por Lewis. 
Sem nenhuma evidência física de que sodomia havia ocorrido e sem testemunhas de atividade homossexual por qualquer um dos acusados, a promotoria disse que o estilo de vida dos homens – suas exibições públicas de travestismo – eram prova de atividade homossexual.  A defesa afirmou que as ações de Boulton e Park não foram criminosas, mas ineficazes e imaturas. Sua formação teatral interpretando papéis femininos foi usada como defesa e para explicar a posse de roupas femininas.   Rowbotham observa que a confissão de Clinton no leito de morte teria um impacto sobre o júri; tais declarações foram levadas a sério e teriam prejudicado o caso da promotoria. 
As testemunhas apresentadas pela acusação foram desastrosas para eles,  e muitos disseram ao tribunal que não viram nenhuma evidência de comportamento homossexual ou impróprio.  Mundell disse ao tribunal que Boulton e Park lhe disseram várias vezes - verbalmente e por correspondência - que eram homens travestidos, mas ele não acreditou neles. Ele contou que Boulton rejeitou avanços físicos, em vez de encorajar qualquer atividade homossexual.  Smith, o bedel, comentou extensivamente sobre sua demissão por aceitar gorjetas de prostitutas para exercer seu comércio no Burlington Arcade;  ele disse ao tribunal que estava "arrumando provas para a polícia neste pequeno caso" e que esperava ser pago pela polícia para depor.  A promotoria apresentou e leu em tribunal exemplos da correspondência envolvendo os homens acusados, a defesa argumentou que eram demonstrações de afeto entre os escritores - embora com linguagem exagerada por "propensões teatrais" - e não evidências de um relacionamento físico .  
Uma das testemunhas de defesa foi a mãe de Boulton, que disse ao tribunal que conhecia e aprovava a amizade de seu filho com Clinton. De acordo com Rowbotham, o testemunho de Mary Boulton "deu a impressão de que, embora Boulton tivesse sido tolo ao estender o uso de trajes femininos além ... [suas] apresentações teatrais, foi também uma indicação de como todos eles continuaram atuando fora do palco".  Os pais de Boulton acompanharam ele e Clinton ao teatro - com Boulton em traje masculino - e ambos os pais o viram se apresentar no palco. De acordo com Morris Kaplan, em sua história de homossexualidade no final do século XIX, a mãe de Boulton "retratou o grupo de cross-dressers e seus admiradores como um aconchegante círculo doméstico de jovens amigos do sexo masculino". 
O resumo de Cockburn foi crítico do caso da promotoria e do comportamento da polícia.  Ele disse que a investigação na Escócia e as acusações contra Fiske e Hurt eram excessivas.  Ele também comentou que a polícia não tinha jurisdição para agir sem um mandado na Escócia e que o tribunal não tinha jurisdição para julgar pessoas por um evento ocorrido na Escócia, que era um assunto para os tribunais escoceses, operando sob o comando escocês.   Ele considerou que o exame físico de Paul foi impróprio,  e duvidou que a polícia tivesse feito um caso suficientemente forte que provasse a ocorrência de atividade homossexual. Não havia dúvida, disse ele, de que alguns dos acusados haviam aparecido em público em roupas femininas, e sugeriu que tais ultrajes à decência pública deveriam ser resolvidos por uma legislação futura que permitisse sentenças "de dois ou três meses de prisão, com a esteira rolante anexado a ele, com, em caso de reincidência da ofensa, um pouco de disciplina corporal saudável, seria, penso eu, eficaz, não apenas em tais casos, mas em todos os casos de ultraje contra a decência pública”. 
Depois de deliberar por cinquenta e três minutos, o júri considerou todos os quatro homens inocentes.  Com o anúncio, Boulton desmaiou;  houve aplausos, vivas e gritos de "Bravo!" da galeria pública.   Kaplan observa que o caso "estava repleto de questões contestadas sobre gênero, sexualidade, classe social e cultura urbana". 
Em 6 de junho de 1871, a última questão remanescente do processo judicial foi encerrada. Boulton e Park ainda tinham a acusação de aparecer em público vestidos de mulher, o que era "uma ofensa à moral pública e à decência comum". Eles encontraram Cockburn em seus aposentos, onde retiraram suas alegações de inocência para aceitar a prisão por dois anos contra a quantia de 500 guinéus cada.  

## Vidas pós-julgamento
Após o julgamento, Boulton voltou a se apresentar e apareceu em Eastbourne em setembro de 1871;  naquele mês de outubro ele apareceu no palco em Burslem e Hanley, Staffordshire, antes de se apresentar em Bolton, Lancashire.    A partir de 1874 ele passou algum tempo em Nova York, atuando sob o nome de Ernest Byrne,  e é possível que ele tenha conhecido Clinton lá.  Boulton voltou para a Grã-Bretanha em 1877 e novamente excursionou. Ele morreu em 30 de setembro de 1904 no Hospital Nacional de Neurologia e Neurocirurgia, em Londres, de um tumor cerebral. 
Park também viajou para Nova York e apareceu no palco sob o nome de Fred Fenton, onde teve algum sucesso limitado em papéis de personagens e foi um artista residente no Fifth Avenue Theatre por um tempo. Ele morreu em 1881, aos 33  ou 34 anos, provavelmente de sífilis, segundo McKenna. 

## Cobertura dos jornais

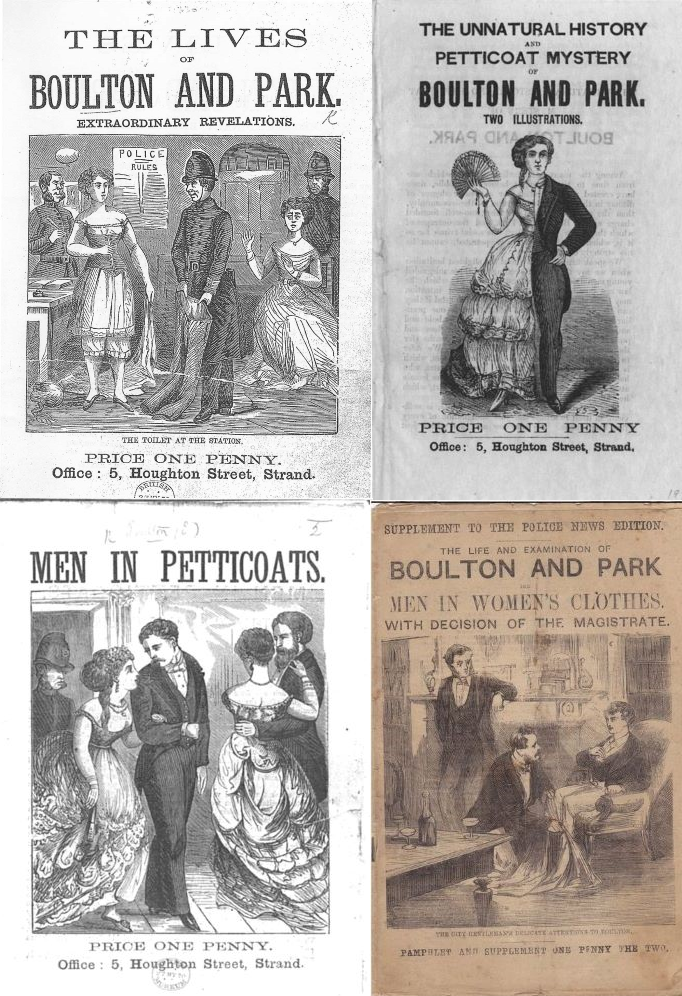
Exemplos da história de Boulton e Park em "especiais"

As audiências de acusação e o julgamento foram amplamente divulgados na imprensa nacional e local na Grã-Bretanha, e a maioria dos jornais de Londres forneceu amplo espaço para a cobertura.  As vidas privadas de Boulton e Park - e as de seus conhecidos amigos e associados - foram examinadas e divulgadas na imprensa; eles apareceram sob manchetes sensacionalistas, incluindo "Homens de anáguas", "Os cavalheiros personificando mulheres", "O caso 'cavalheiros-mulheres'" e "Os 'homens-mulheres' em Bow Street". 
Muitos dos jornais incluíam líderes indignados com o fato de a homossexualidade - considerada um hábito estrangeiro - estar sendo praticada na Inglaterra.  Após a absolvição, alguns dos principais escritores mudaram suas posições, e o The Times disse que eles tiveram "uma certa sensação de alívio por registrarmos esta manhã o fracasso de uma acusação"; um veredicto de culpado, continuou o escritor líder, "teria sido sentido em casa e recebido no exterior, como um reflexo de nossa moral nacional".  
Nos relatórios após sua primeira aparição no tribunal de magistrados, a maioria dos jornais importantes incluiu extensas descrições do traje e estilo de cabelo de Boulton e Park.   Isso incluiu a imprensa de qualidade, incluindo o The Times, que relatou:

Quando colocado no cais, Boulton usava um vestido de noite de seda cor de cereja com renda branca; seus braços estavam nus e ele usava pulseiras. Ele usava uma peruca e coque pintado. O traje de Park consistia em um vestido de cetim verde-escuro, de gola baixa, enfeitado com renda preta, de cujo tecido também trazia um xale sobre os ombros. Seu cabelo era louro e em cachos. Ele usava um par de luvas brancas de pelica.
Além da extensa cobertura jornalística, vários panfletos baratos foram produzidos com títulos que incluíam "Men in Petticoats", "The Unnatural History and Petticoat Mystery of Boulton and Park", "Stella, the Star of the Strand", "The Lives of Boulton and Park: Extraordinary Revelations", "Life and Examination of the Wan-be Ladies" e "The Life and Examination of Boulton and Park, the Men in Women's Clothing".   Muitos mostraram ilustrações de Boulton e Park em trajes masculinos e femininos.  Michelle Liu Carriger, em seu exame dos panfletos baratos, identifica uma mudança na abordagem adotada pelos ilustradores. Nas primeiras publicações, Boulton e Park são retratados como mulheres atraentes; quatro semanas após a audiência do magistrado, eles são mostrados como um "elenco masculino nitidamente mais grotesco".  Isso foi particularmente verdadeiro nas ilustrações do The Illustrated Police News,  uma das publicações mais sinistras da época.   Kaplan observa que muitos dos panfletos baratos continham "condenação ritual" dos homens acusados, não de acordo com a natureza sensacionalista das imagens e detalhes nas publicações. 

## Historiografia

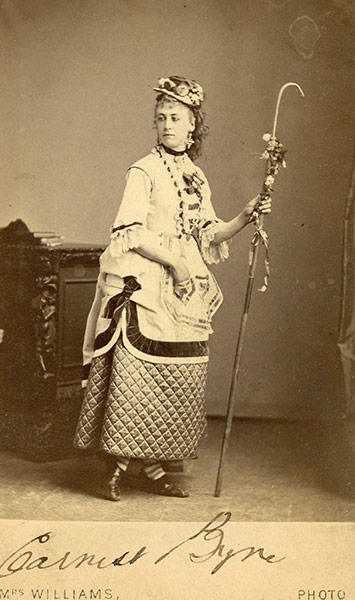
Boulton, como uma pastora

O historiador Harry Cocks afirma que a interpretação da história da prisão e julgamento de Boulton e Park "passou por fases distintas";  embora Simon Joyce, um professor de inglês, argumente que a interpretação foi consistente.  Cocks identifica os seguintes temas: o advogado William Roughhead pensou que o relacionamento era em grande parte inocente e surgiu do romantismo sentimental que os vitorianos adotaram; o advogado H. Montgomery Hyde escreveu que Boulton e Park eram homossexuais que não foram presos porque não havia provas suficientes apresentadas no tribunal. Weeks e Alan Sinfield, o acadêmico de estudos de gênero, argumentam que o tribunal ignorou a possibilidade de homossexualidade, o que significava que uma condenação não era possível. Cocks considera que tanto Upchurch quanto Bartlett escreveram que os tribunais demonstraram "ignorância deliberada" que refutou a possibilidade de que houvesse um elemento homossexual na sociedade.  Senelick identifica e estuda Boulton e Park em relação aos artistas drag de palco. 
Joyce vê como tema comum que Boulton e Park foram considerados na época, e em estudos subsequentes, como dois homens que se vestiam com roupas femininas.  Ele vê a história de Boulton e Park a partir da posição de uma história transgênero. Ele observa que um dos principais jornais britânicos - e algumas das audiências nos tribunais de magistrados - usa pronomes femininos para descrever o acusado, e da evidência de Mary Boulton de que seu filho "se apresentou como mulher desde os seis anos".  Joyce argumenta que:

A história de Fanny e Stella é repleta de momentos de reconhecimento e também de aspectos que são pouco compreensíveis hoje, e quero argumentar que esses pontos de aparente incomensurabilidade com o pensamento atual são tão valiosos para nos ajudar a entender as pessoas transgênero quanto têm uma história, embora um que às vezes é fraturado e não linear.

## Legado

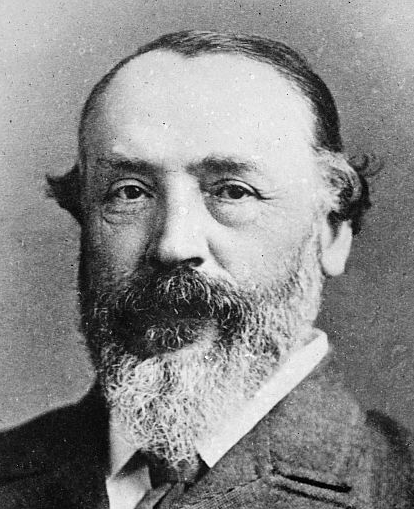
Henry Labouchère, autor da Emenda Labouchere, que tornou o atentado violento ao pudor um crime no Reino Unido

Cocks descreve o julgamento de Boulton e Park como "uma das partes centrais de qualquer história de homossexualidade masculina";  Jason Boyd, em Who's Who in Gay and Lesbian History, descreve o julgamento como:

um momento significativo na história da emergência hesitante de um discurso público do homossexual como uma identidade. Talvez mais importante, a base é significativa em sua revelação de uma subcultura "pré-homossexual" que era obviamente extensa, variada e florescente, envolvendo, em diferentes papéis e graus, homens de todas as esferas da vida.
O fracasso da Coroa em garantir o processo de Boulton e Park mostrou as dificuldades em investigar atividades privadas, particularmente crimes de atividade homossexual. O fracasso em condenar os homens foi um fator na introdução da Emenda Labouchere de 1885.   Isso - formalmente, a seção 11 da Lei de Emenda à Lei Criminal de 1885, em homenagem a seu patrocinador, Henry Labouchère - tornou os atos homossexuais masculinos puníveis com até dois anos de trabalhos forçados.  De acordo com o historiador William A. Cohen, na época do caso Boulton e Park, a homossexualidade era "identificável dentro de uma taxonomia sexual sociomédica, mas ainda não era reconhecida como um assunto jurídico".  A subsequente introdução da Emenda Labouchere, "virtualmente criminalizou o próprio estilo masculino gay". 
Durante as audiências em maio de 1870, o Reynolds's Newspaper relatou que uma testemunha disse "'  Viremos travestidos', o que significa usar trajes femininos"; o magistrado comentou que "Esta é a primeira vez que o significado da palavra 'arrastar' é dado em evidência?"  A troca está listada no Oxford English Dictionary como o primeiro uso conhecido do termo "drag" para cross-dressing. 

## Retratações

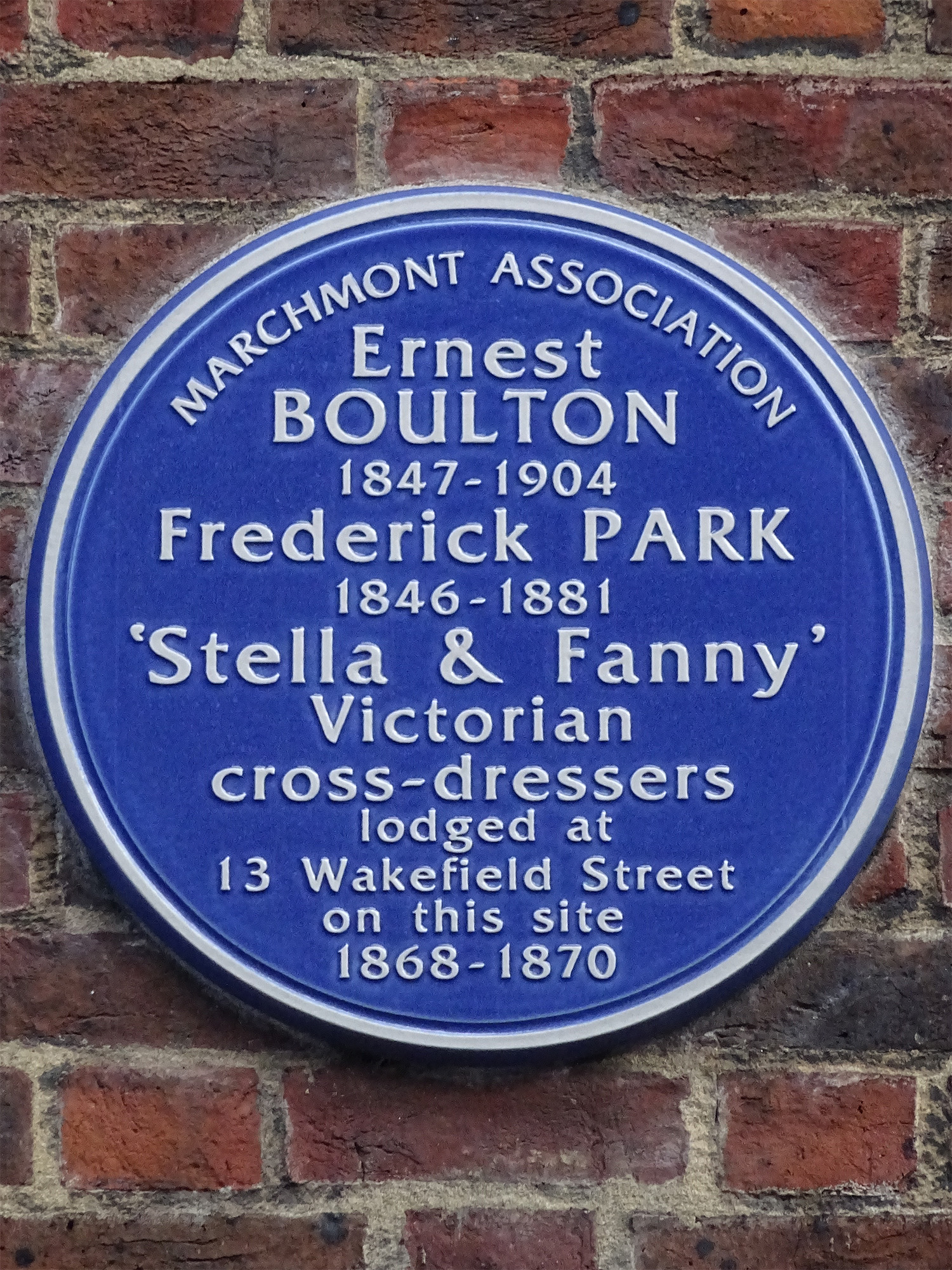
Uma blue plaque, marcando o local da casa em que Boulton e Park se alojaram, Wakefield Street, Bloomsbury

Boulton e Park aparecem como personagens em The Sins of the Cities of the Plain, uma obra de 1881 de literatura pornográfica homossexual de John Saul, um prostituto.  No trabalho, Boulton foi nomeado "Laura" e Park foi nomeado "Selina".  Na história, o narrador travesti conta como conheceu Boulton e Park, vestidos como mulheres, no Haxell's Hotel on the Strand, com Clinton. Mais tarde, o narrador passa a noite nos quartos de Boulton e Park em Eaton Square, e no dia seguinte toma café da manhã com eles "todos vestidos de damas".  De acordo com Cohen, o trabalho "fornece um complemento picante para as outras narrativas de suas vidas, valioso tanto para mudar radicalmente a perspectiva quanto para destacar a tendência de qualquer relatório sobre 'práticas sodomíticas'." 

Boulton e Park aparecem nas peças Lord Arthur's Bed (2008) do dramaturgo Martin Lewton,  Fanny and Stella: The Shocking True Story (2015) de Glenn Chandler  e Stella, de Neil Bartlett; o último deles foi co-encomendado pelo London International Festival of Theatre, Holland Festival e Brighton Festival em 2016.   Boulton e Park também são temas de um limerick vitoriano:
Havia um velho de Sark

Quem amaldiçoou um porco no escuro;

O suíno em surpresa

 Murmurou: 'Deus exploda seus olhos,

Você me toma por Boulton e Park?'

#### Livros
- Baker, Roger; Burton, Peter (1994). Drag: A History of Female Impersonation in the Performing Arts. Washington Square, NY: New York University Press. ISBN 978-0-8147-1254-2
- Bartlett, Neil (1994). «Evidence: 1870». In:  Goldberg, Jonathan. Reclaiming Sodom. New York: Routledge. pp. 288–299. ISBN 978-0-4159-0755-2
- Boyd, Jason (2002).  Aldrich, Robert; Wotherspoon, Garry, eds. Who's Who in Gay and Lesbian History: From Antiquity to World War II. London: Psychology Press. ISBN 978-0-415-15983-8
- Boyle, Thomas (1989). Black Swine in the Sewers of Hampstead: Beneath the Surface of Victorian Sensationalism. New York: Viking. ISBN 978-0-670-81324-7
- Brady, Sean (2009). Masculinity and Male Homosexuality in Britain, 1861–1913. London: Palgrave Macmillan. ISBN 978-0-230-23856-5
- Cocks, H. G. (2003). Nameless Offences: Homosexual Desire in the 19th Century. London: Bloomsbury Academic. ISBN 978-1-86064-890-8
- Cohen, William A (1996). «Privacy and Publicity in the Victorian Sex Scandal». Sex Scandal: The Private Parts of Victorian Fiction. Durham, NC: Duke University Press. pp. 73–129. ISBN 978-0-8223-9802-8. doi:10.1215/9780822398028-003
- Cook, Matt (2003). London and the Culture of Homosexuality, 1885–1914. Cambridge: Cambridge University Press. ISBN 978-0-5218-2207-7
- Crozier, Ivan (2005). «Striking at Sodom and Gomorrah: The Medicalization of Male Homosexuality and its Relation to the Law». In:  Stevenson, Kim; Rowbotham, Judith. Criminal Conversations: Victorian Crimes, Social Panic, and Moral Outrage. Columbus, OH: Ohio State University Press. pp. 126–140. ISBN 978-0-8142-0973-8
- Forth, Christopher E.; Crozier, Ivan (2005). Body Parts: Critical Explorations in Corporeality. Lanham, MA: Lexington Books. ISBN 978-0-7391-0933-5
- Hyde, H. Montgomery (1964). A History of Pornography. London: Heinemann. OCLC 463500676
- Joseph, Abigail (2019). Exquisite Materials: Episodes in the Queer History of Victorian Style. Newark, DE: University of Delaware Press. ISBN 978-1-64453-170-9
- Kaplan, Morris B. (2002). «'Men in Petticoats': Border Crossings in the Queer Case of Mr. Boulton and Mr. Park». In:  Gilbert, Pamela K. Imagined Londons. Albany, NY: State University of New York Press. pp. 45–68. ISBN 978-0-7914-8797-6
- Kaplan, Morris B. (2005). Sodom on the Thames. Ithaca, NY: Cornell University Press. ISBN 978-0-8014-3678-9
- McKenna, Neil (2014). Fanny and Stella: The Young Men Who Shocked Victorian England. London: Faber & Faber. ISBN 978-0-5712-3191-1
- Pearsall, Ronald (1969). The Worm in the Bud: The World of Victorian Sexuality. London: Psychology Press. ISBN 978-0-2971-7663-3
- Rosenman, Ellen Bayuk (2018). Unauthorized Pleasures: Accounts of Victorian Erotic Experience. Ithaca, NY: Cornell University Press. ISBN 978-1-5017-1870-0
- Senelick, Laurence (1993). «Boys and Girls Together». In:  Ferris, Lesley. Crossing the Stage: Controversies on Cross-dressing. London: Routledge. pp. 80–95. ISBN 978-0-4150-6269-5
- Senelick, Laurence (2000). The Changing Room: Sex, Drag and Theatre. London: Routledge. ISBN 978-0-415-15986-9
- Spencer, Colin (1995). Homosexuality: a History. London: Fourth Estate. ISBN 978-1-8570-2143-1
- Stewart, William (1995). Cassell's Queer Companion: A Dictionary of Lesbian and Gay Life and Culture. London: Cassell. ISBN 978-0-304-34301-0
- Taylor, Alfred Swaine (1846). A Manual of Medical Jurisprudence. London: Churchill. OCLC 1048793679
- Weeks, Jeffrey (1989). Sex, Politics and Society: The Regulation of Sexuality Since 1800. London: Longman. ISBN 978-0-5820-2383-3
- White, Chris (2012). Nineteenth-Century Writings on Homosexuality: A Sourcebook. London: Routledge. ISBN 978-1-134-74280-6
- Wileman, Julie (2015). Past Crimes: Archaeological & Historical Evidence for Ancient Misdeeds. Barnsley, South Yorkshire: Pen and Sword. ISBN 978-1-4738-5979-1

#### Jornais e revistas
- Adut, Ari (Jul 2005). «A Theory of Scandal: Victorians, Homosexuality, and the Fall of Oscar Wilde». American Journal of Sociology. 111 (1): 213–248. JSTOR 10.1086/428816. PMID 16240549. doi:10.1086/428816
- Bristow, Joseph (Jan 2007). «Remapping the Sites of Modern Gay History: Legal Reform, Medico‐Legal Thought, Homosexual Scandal, Erotic Geography». Journal of British Studies. 46 (1): 116–142. JSTOR 508401. doi:10.1086/508401
- Carriger, Michelle Liu (2013). «"The Unnatural History and Petticoat Mystery of Boulton and Park": A Victorian Sex Scandal and the Theatre Defense». TDR. 57 (4): 135–156. JSTOR 24584848. doi:10.1162/DRAM_a_00307
- Davenport-Hines, Richard (2004). «Lewis, Sir George Henry, first baronet (1833–1911)». Oxford Dictionary of National Biography online ed. Oxford University Press. doi:10.1093/ref:odnb/34514 (Requer Subscrição ou ser sócio da biblioteca pública do Reino Unido.)
- Davenport-Hines, Richard (2010). «Boulton, (Thomas) Ernest (1847–1904)». Oxford Dictionary of National Biography online ed. Oxford University Press. doi:10.1093/ref:odnb/39383 (Requer Subscrição ou ser sócio da biblioteca pública do Reino Unido.)
- Joyce, Simon (2018). «Two Women Walk into a Theatre Bathroom: The Fanny and Stella Trials as Trans Narrative». Victorian Review. 44 (1): 83–98. doi:10.1353/vcr.2018.0011
- Kaplan, Morris B. (1999). «Who's Afraid of John Saul?: Urban Culture and the Politics of Desire in Late Victorian London». GLQ: A Journal of Lesbian and Gay Studies. 5 (3): 267–314. doi:10.1215/10642684-5-3-267
- Reay, Barry (Mar 2009). «Writing the Modern Histories of Homosexual England». The Historical Journal. 52 (1): 213–233. JSTOR 40264164. doi:10.1017/S0018246X08007371
- Rowbotham, Judith (27 Mar 2015). «A Deception on the Public: The Real Scandal of Boulton and Park». Liverpool Law Review. 36 (2): 123–145. doi:10.1007/s10991-015-9158-7
- Upchurch, Charles (Abr 2000). «Forgetting the Unthinkable: Cross Dressers and British Society in the Case of the Queen vs. Boulton and Others». Gender & History. 12 (1): 127–157. JSTOR 0953–5233. doi:10.1111/1468-0424.00174

#### Notícias
- «The Charge of Personating Women». The Times. 7 Maio 1870. p. 11
- «The Chronicle». The Bolton Chronicle. 21 Out 1871. p. 5
- «Court of Queen's Bench, Westminster, May 9». The Times. 10 Maio 1871. p. 11
- «Court of Queen's Bench, Westminster, May 15». The Times. 16 Maio 1871. p. 11
- «The Extraordinary Charge Against the 'Gentlemen' in Women's Clothes». The Observer. 8 Maio 1870. p. 8
- «Judge's Chambers, 6 June». The Times. 7 Jun 1871. p. 10
- «Last Week's Latest News». Reynolds's Newspaper. 29 Maio 1870. p. 5
- «Leader». The Times. 16 Maio 1871. p. 9
- «Lord Arthur Clinton». The Guardian. 24 Jun 1870. p. 2
- «The Men in Women's Clothing». The Times. 21 Maio 1870. p. 11
- «The Men in Women's Clothing». The Times. 23 Maio 1870. p. 13
- «The Men in Women's Clothing». The Times. 30 Maio 1870. p. 13
- «The Men in Women's Clothing». The Times. 31 Maio 1870. p. 11
- «News». The Eastern Daily Press. 9 Set 1871. p. 4
- «News». The Fife Herald. 19 Out 1871. p. 1
- «Police». The Times. 30 Abr 1870. p. 11
- «Release of Boulton and Park». The Times. 12 Jul 1870. p. 11
- «The Young Men in Women's Clothing». The Times. 14 Maio 1870. p. 10
- «The Young Men in Women's Clothing». The Times. 16 Maio 1870. p. 13

#### Websites
- Clark, Gregory (2020). «The Annual RPI and Average Earnings for Britain, 1209 to Present (New Series)». MeasuringWorth. Consultado em 4 Jun 2020
- «Frederick William Park in the Surrey, England, Church of England Baptisms, 1813–1917». Anglican Parish Registers. Woking, Surrey. Surrey County Council. 1847. Consultado em 6 Jul 2020
- «The Illustrated Police News: 'The worst newspaper in England'». British Newspaper Archive. 19 Abr 2016. Consultado em 30 Jul 2020
- Matthewman, Scott (5 Mar 2010). «Lord Arthur's Bed review at Kings Head Theatre London». The Stage. Consultado em 18 Mar 2020
- «Stella». Holland Festival. 2016. Consultado em 21 Jun 2018
- «Stella at Brighton Festival». The Brighton Festival. Consultado em 18 Mar 2020
- Vale, Paul (18 Maio 2015). «Fanny and Stella: The Shocking True Story». The Stage. Consultado em 18 Mar 2020